# Base aurea
La base aurea è un sistema di numerazione posizionale non intero che utilizza il rapporto aureo (il numero irrazionale 1 + {\displaystyle {\sqrt {5}}}/2 ≈ 1,61803399, simboleggiato dalla lettera greca φ) come sua base. Viene talvolta chiamato base φ o, in inglese, phinary. Qualsiasi numero reale non negativo può essere rappresentato come un numero in base φ utilizzando solo le cifre 0 e 1, ed evitando la sequenza di cifre "11": questa viene chiamata forma standard. Un numero in base φ che include la sequenza di cifre "11" può sempre essere riscritto in forma standard, utilizzando le proprietà algebriche della base φ, in particolare φn + φn−1 = φn+1. Ad esempio, 11φ = 100φ.
Nonostante utilizzi una base costituita da un numero irrazionale, quando si utilizza la forma standard, tutti i numeri interi non negativi hanno una rappresentazione univoca in base φ finita. L'insieme di numeri che possiedono una rappresentazione finita in base φ è l'anello {\displaystyle \mathbb {Z} \left[{\tfrac {1+{\sqrt {5}}}{2}}\right]}; esso svolge lo stesso ruolo in questo sistema di numerazione che le frazioni diadiche svolgono nei numeri binari.
Altri numeri hanno rappresentazioni standard in base φ ed i numeri razionali hanno rappresentazioni periodiche.

## Esempi
| Decimale | Potenze di φ        | Base φ     |
| -------- | ------------------- | ---------- |
| 1        | φ0                  | 1          |
| 2        | φ1 + φ−2            | 10,01      |
| 3        | φ2 + φ−2            | 100,01     |
| 4        | φ2 + φ0 + φ−2       | 101,01     |
| 5        | φ3 + φ−1 + φ−4      | 1000,1001  |
| 6        | φ3 + φ1 + φ−4       | 1010,0001  |
| 7        | φ4 + φ−4            | 10000,0001 |
| 8        | φ4 + φ0 + φ−4       | 10001,0001 |
| 9        | φ4 + φ1 + φ−2 + φ−4 | 10010,0101 |
| 10       | φ4 + φ2 + φ−2 + φ−4 | 10100,0101 |

## Rappresentazione di alcuni numeri irrazionali notevoli in base aurea
Di seguito sono riportate le rappresentazioni in base φ di alcuni interessanti numeri irrazionali:
- {\displaystyle \pi } ≈ 100,0100 1010 1001 0001 0101 0100 0001 0100 ...φ
- e ≈ 100,0000 1000 0100 1000 0000 0100 ...φ
- {\displaystyle {\sqrt {2}}} ≈ 1,0100 0001 0100 1010 0100 0000 0101 0000 0000 0101 ...φ
- φ = 1+{\displaystyle {\sqrt {5}}}/2 = 10φ
- {\displaystyle {\sqrt {5}}} = 10,1φ